# Philodromus bigibbus australis
Philodromus bigibbus là một phân loài nhện trong họ Philodromidae.
Loài này thuộc chi Philodromus. Philodromus bigibbus australis được George Newbold Lawrence miêu tả năm 1928.